# كينيث ويفر
كينيث ويفر (بالإنجليزية: Kenneth Weaver)‏ هو صحفي أمريكي، ولد في 29 نوفمبر 1915، وتوفي في 20 سبتمبر 2010.